# 1290
Високе Середньовіччя •  Реконкіста •  Ганза •  Монгольська імперія

## Геополітична ситуація
Андронік II Палеолог є імператором Візантійської імперії (до 1328), а Рудольф I королем Німеччини (до 1291). У Франції править Філіп IV Красивий (до 1314).
Апеннінський півострів розділений: північ належить Священній Римській імперії, середню частину займає Папська область, південь належить Неаполітанському королівству. Деякі міста півночі: Венеція, Піза, Генуя тощо, мають статус міст-республік.
Майже весь Піренейський півострів займають християнські Кастилія (Леон, Астурія, Галісія), Наварра, Арагонське королівство (Арагон, Барселона) та Португалія, під владою маврів залишилися тільки землі на самому півдні. Едуард I Довгоногий є королем Англії (до 1307), Вацлав II — Богемії (до 1305), а королем Данії — Ерік VI (до 1319).
Руські землі перебувають під владою Золотої Орди. Король Русі Лев Данилович править у Києві та Галичі (до 1301), Дмитро Олександрович Переяславський — у Володимиро-Суздальському князівстві (до 1294). У Великопольщі княжить Пшемисл II (до 1296).
Монгольська імперія займає більшу частину Азії, але вона розділена на окремі улуси, що воюють між собою. У Китаї, зокрема, править монгольська династія Юань. У Єгипті владу утримують мамлюки. Невеликі території на Близькому Сході залишаються під владою хрестоносців. Мариніди правлять у Магрибі. Делійський султанат є наймогутнішою державою Північної Індії, а на півдні Індії панують держава Хойсалів та держава Пандья. В Японії триває період Камакура.
Цивілізація майя переживає посткласичний період. Почала зароджуватися цивілізація ацтеків.

## Події
- Краківським князем на короткий період часу став Пшемисл II.
- 12 липня англійський король Едуард I видав указ вигнати євреїв з Англії. Іншими своїми едиктами король заборонив передачу земель у володіння церкви й дозволив продаж фригольдів.
- Угорщина:
  - Від рук половецьких змовників загинув король Угорщини Ласло IV Кун. Його спадкоємцем став Андраш III.
  - Король Німеччини Рудольф I не погодився з обранням Андраша III королем Угорщини й оголосив угорські землі володінням свого сина Альбрехта.
  - Папа римський Миколай IV проголосив королем Угорщини Карла Мартела Анжуйського, сина неаполітанського короля Карла II Анжуйського.
- Генуезьці знищили Пізанський порт і захопили острів Ельбу.
- Затонула на кораблі, що плив з Бергена до Шотландії, королева Маргарет I Шотландська. На трон претендували одразу 13 кандидатів, і щоб розсудити їх запросили англійського короля Едуарда I Довгоногого.
- Король Португалії Дініш I заснував Коїмбрський університет. Він також оголосив португальську мову офіційною в країні замість латини.
- Королем Швеції проголошено десятирічного Біргера Магнусона.
- Джалал-уд-дін Фіруз Хілджі захопив владу в Делійському султанаті й започаткував нову династію Хілджі.
- На заклик папи римського до Палестини прибули війська з Ломбардії та Венеції. За браком дисципліни вони напали на мусумьманський караван, що дало підставу єгипетському султану наступного року напасти на Акру й повністю вигнати хрестоносців.
- Єгипетський султан  Калаун помер у поході на Акру. Його змінив Халал аль-Ашраф.

## Померли
- Беатріче Портінарі, нездійсненне кохання Данте.